# 수율

화학에서 수율(yield) 또는 반응수율(reaction yield)은 화학 반응을 통해 소비되고 획득한 반응물과 관련하여 생성된 생성물의 몰의 양을 측정한 것으로, 보통 백분율(%)로 표기한다.
수율은 과학자들이 유기 및 무기 화학 합성 프로세스에서 염두에 두어야 하는 주된 요소들 중 하나이다.